# Flaumont-Waudrechies
Flaumont-Waudrechies település Franciaországban, Nord megyében. Lakosainak száma 345 fő (2022. január 1.). Flaumont-Waudrechies Beugnies, Sémeries, Avesnelles, Bas-Lieu és Felleries községekkel határos.

## Népesség
A település népességének változása:
| Lakosok száma | 385  | 379  | 391  | 382  | 373  | 365  | 356  | 351  | 345  |
|               | 2013 | 2015 | 2016 | 2017 | 2018 | 2019 | 2020 | 2021 | 2022 |